# Дюсенбаев, Исхак Такимович
Исхак Такимович Дюсенбаев (каз. Ысқақ Тәкімұлы Дүйсенбаев; 15 (28) октября 1910, аул Каушапкан, Таврическая волость, Омский уезд, Акмолинская область, Российская империя — 21 ноября 1976, Алма-Ата, КазССР, СССР) — советский учёный, доктор филологических наук (1967), член-корреспондент АН КазССР (1975), заслуженный деятель науки Казахстана (1971).

## Биография
Родился в 1910 году в Омском уезде Акмолинской области.
В 1939 году окончил Литературный институт в Москве. В 1939-42 годах редактор казахского государственного литературно-общественного издательства; слушатель военно-педагогического института (1942—43); участник Великой Отечественной войны, зам. редактора газеты 3-го Украинского фронта «Советский воин».
С 1946 года — академик-секретарь АН Казахстана, зав. отделом Института языка и литературы (1961-76). В 1966 году в Институте литературы и искусства им. М. О. Ауэзова защищает докторскую диссертацию на тему: «Проблемы изучения истории казахской литературы дореволюционного периода (XVIII, XIX и начало XX вв.)».
Основные научные исследования посвящены казахскому фольклору и истории казахской литературы. Перевел на казахский язык произведения Ф.Рабле, И. С. Тургенева, А. П. Чехова, Р.Роллана, М.Горького. Награждён орденами Красной Звезды, Отечественной войны 2-й степени.

## Некоторые научные работы
- «Гасырлар сыры» (1971);
- Казахский лиро-эпос («Казацтыц лиро-эпосы»). Алма-Ата, 1973;
- Мухтар Ауэзов («Мухтар Эуезов»). Алма-Ата, 1974;
- «Эпос жэне аындар мурасы» (1987).